# Wolfsberger Athletiksport-Club 2022-2023
Questa voce raccoglie le informazioni riguardanti il Wolfsberger Athletiksport-Club nelle competizioni ufficiali della stagione 2022-2023.

## Stagione
In estate il tecnico Robin Dutt viene confermato alla guida tecnica. La rosa invece viene rivoluzionata: lasciano la squadra i senatori Michael Liendl, Christopher Wernitznig, Sven Sprangler ed Alexander Kofler, oltre al secondo portiere Manuel Kuttin, i centrocampisti Kai Stratznig ed Eliel Peretz, il terzino Amar Dedić (che rientra per fine prestito al Salisburgo), e il centrale georgiano Luka Lochoshvili che si accasa alla Cremonese).
Come portiere titolare viene ingaggiato il tedesco Hendrik Bonmann dal Kickers Würzburg, coadiuvato dal secondo Lukas Gutlbauer dal Ried. La difesa viene rinforzata da Simon Piesinger prelevato dai danesi del Randers e dal terzino italiano Matteo Anzolin dalla Juventus U23. A centrocampo arrivano Ervin Omic, sempre dalla Juventus U23, e Konstantin Kerschbaumer dai tedeschi dell'Heidenheim. Il resparto offensivo, infine, vede l'arrivo del greco Nikos Vergos dal Panaitōlikos e Thierno Ballo, cresciuto nelle giovanili del Chelsea.
Al debutto in luglio la squadra supera agevolmente il primo turno di coppa nazionale superando 4-1 lo SV Kuchl.
La partenza in campionato è molto negativa, tanto che la squadra alla quinta giornata si ritrova ultima in classifica con soli 2 punti ed una pesante sconfitta interna per 1-5 contro lo Sturm Graz il 6 agosto.
Nei turni preliminari di Conference League i lupi eliminano i maltesi del Gżira Utd (0-0 in Carinzia e vittoria per 4-0 a Malta) ma vengono poi eliminati agli spareggi dal Molde (vittoria in Norvegia per 1-0 vanificata dalla netta sconfitta per 4-0 alla Lavanttal arena), fallendo la qualificazione alla fase a gironi la cui importanza economica (3 milioni di euro per la sola partecipazione più i premi vittoria e pareggio) era stata definita "di enorme importanza per il club" dallo stesso tecnico Dutt prima della gara decisiva.
Il 28 agosto, alla sesta giornata, la squadra riesce a conquistare la prima vittoria in campionato contro il WSG Tirol e successivamente centra tre vittorie nelle successive quattro gare riuscendo temporaneamente a migliorare la propria classifica.
Intanto, nei giorni finali del calciomercato, la società cede l'attaccante croato Dario Vizinger in prestito al Jahn Ratisbona e preleva il difensore angolano Kevin Bukusu dal N.E.C. e la punta statunitense Maurice Malone in prestito dall'Augusta.
Nonostante gli innesti tuttavia la squadra ha un rendimento decisamente negativo in campionato, con ben 9 sconfitte in 13 gare fra l'undicesima giornata e la fine della regular season e conseguentemente il piazzamento nel gruppo retrocessione.
In coppa d'Austria, dopo aver superato anche il secondo turno e gli ottavi di finale contro il Deutschlandsberger ed il Blau Weiss Linz, i lupi si fermano ai quarti, eliminati ai tempi supplementari dal Rapid Vienna.
Il 5 marzo 2023 l'allenatore Robin Dutt viene sollevato dall'incarico. Gli subentra l'austriaco ex Austria Vienna Manfred Schmid.

## Rosa
| N. |                     | Ruolo | Calciatore              |
| -- | ------------------- | ----- | ----------------------- |
| 1  | Germania (bandiera) | P     | Hendrik Bonmann         |
| 3  | Austria (bandiera)  | D     | Jonathan Scherzer       |
| 4  | Austria (bandiera)  | D     | David Gugganig          |
| 5  | Germania (bandiera) | D     | Tim Oermann             |
| 6  | Austria (bandiera)  | C     | Nikolas Veratschnig     |
| 7  | Austria (bandiera)  | C     | Konstantin Kerschbaumer |
| 8  | Austria (bandiera)  | D     | Simon Piesinger         |
| 11 | Israele (bandiera)  | A     | Tai Baribo              |
| 12 | Italia (bandiera)   | D     | Matteo Anzolin          |
| 14 | Austria (bandiera)  | C     | Pascal Müller           |
| 16 | Austria (bandiera)  | C     | Mario Leitgeb           |
| 18 | Austria (bandiera)  | A     | Thorsten Röcher         |
| 19 | Germania (bandiera) | D     | Kevin Bukusu            |

| N. |                     | Ruolo | Calciatore          |
| -- | ------------------- | ----- | ------------------- |
| 20 | Ghana (bandiera)    | C     | Augustine Boakye    |
| 21 | Austria (bandiera)  | P     | David Skubl         |
| 22 | Austria (bandiera)  | D     | Dominik Baumgartner |
| 24 | Austria (bandiera)  | D     | Raphael Schifferl   |
| 25 | Austria (bandiera)  | D     | Fabian Tauchhammer  |
| 27 | Austria (bandiera)  | D     | Michael Novak       |
| 30 | Austria (bandiera)  | C     | Matthäus Taferner   |
| 32 | Austria (bandiera)  | P     | Lukas Gütlbauer     |
| 44 | Austria (bandiera)  | C     | Ervin Omić          |
| 70 | Austria (bandiera)  | A     | Thierno Ballo       |
| 77 | Germania (bandiera) | A     | Maurice Malone      |
| 97 | Austria (bandiera)  | C     | Adis Jasic          |
| 99 | Austria (bandiera)  | P     | Elias Müller        |

## Organigramma societario
Area tecnica
- Allenatore: Manfred Schmid
- Allenatore in seconda: Hannes Jochum, Cem Sekerlioglu
- Preparatore dei portieri: Mario Krassnitzer
- Preparatori atletici: Marcel Kuster, Hannes Sauerschnig

## Calciomercato

### Sessione estiva
| Acquisti | Acquisti                | Acquisti          | Acquisti |
| R.       | Nome                    | da                | Modalità |
| -------- | ----------------------- | ----------------- | -------- |
| D        | Kevin Bukusu            | ?                 |          |
| A        | Maurice Malone          | Augusta           |          |
| D        | Matteo Anzolin          | Juventus II       |          |
| A        | Thierno Ballo           | Chelsea U23       |          |
| P        | Hendrik Bonmann         | Kickers Würzburg  |          |
| D        | Guram Giorbelidze       | Dinamo Dresda     |          |
| P        | Lukas Gütlbauer         | Ried              |          |
| C        | Konstantin Kerschbaumer | Heidenheim        |          |
| P        | Elias Müller            | AKA WAC U16       |          |
| C        | Ervin Omić              | Juventus U19      |          |
| D        | Simon Piesinger         | Randers           |          |
| D        | Raphael Schifferl       | Austria Vienna II |          |
| A        | Nikos Vergos            | Panaitōlikos      |          |

| Cessioni | Cessioni               | Cessioni           | Cessioni |
| R.       | Nome                   | a                  | Modalità |
| -------- | ---------------------- | ------------------ | -------- |
| A        | Dario Vizinger         | Jahn Ratisbona     |          |
| D        | Luka Lochoshvili       | Cremonese          |          |
| D        | Guram Giorbelidze      | Zagłębie Lubin     |          |
| D        | Amar Dedić             | Salisburgo         |          |
| C        | Michael Liendl         | Grazer AK          |          |
| C        | Lukas Schöfl           | Floridsdorfer      |          |
| C        | Christopher Wernitznig | Austria Klagenfurt |          |

### Sessione invernale
| Acquisti | Acquisti    | Acquisti | Acquisti |
| R.       | Nome        | da       | Modalità |
| -------- | ----------- | -------- | -------- |
| D        | Tim Oermann | Bochum   |          |

| Cessioni | Cessioni     | Cessioni | Cessioni |
| R.       | Nome         | a        | Modalità |
| -------- | ------------ | -------- | -------- |
| A        | Nikos Vergos | Lamia    |          |

## Risultati

### Bundesliga

#### Girone di andata
| Arbitro: | Jäger |

|                  |           |              |
| Kerschbaumer 26’ | Marcatori | 44’ Sarkaria |

| Arbitro: | Hameter |

|                     |           |                      |
| Nuhiu 12’ Jäger 63’ | Marcatori | 53’ Jasic 88’ Baribo |

| Arbitro: | Eisner |

|           |           |                                         |
| Novak 61’ | Marcatori | 1’, 21’, 37’, 58’ Ljubičić 8’ Goiginger |

| Arbitro: | Harkam |

|                        |           |              |
| Pavlović 20’ Šeško 41’ | Marcatori | 90’ Vizinger |

| Arbitro: | Ciochirca |

|            |           |                         |
| Röcher 16’ | Marcatori | 36’ Gruber 65’ Djuričin |

| Arbitro: | Schüttengruber |

|           |           |                                |
| Rogelj 5’ | Marcatori | 15’ Jasic 60’ Boakye 90’ Ballo |

| Arbitro: | Altmann |

|                                           |           |                                     |
| Baribo 9’ Schifferl 28’ Vergos 85’ (rig.) | Marcatori | 17’ Wimmer 36’, 60’ Pink 68’ Cvetko |

| Arbitro: | Gishamer |

|                |           |                                   |
| Zimmermann 90’ | Marcatori | 10’ (rig.) Baribo 14’, 65’ Malone |

| Arbitro: | Lechner |

|                                        |           |                  |
| Baribo 42’ Kerschbaumer 59’ Röcher 90’ | Marcatori | 24’ (rig.) Tadić |

| Arbitro: | Fluch |

|                |           |                                |
| Surdanovic 40’ | Marcatori | 3’ Ballo 63’ Baribo 81’ Röcher |

| Arbitro: | Ciochirca |

|                    |           |                        |
| Gragger 90’ (aut.) | Marcatori | 17’ Mikić 33’ Plavotić |

#### Girone di ritorno
| Arbitro: | Jäger |

|                                        |           |                       |
| Kiteishvili 49’ Borković 51’ Ajeti 54’ | Marcatori | 25’ Baribo 90’ Röcher |

| Arbitro: | Kijas |

|                       |           |                             |
| Leitgeb 4’ Baribo 38’ | Marcatori | 11’, 29’ Bischof 71’ Tibidi |

| Arbitro: | Harkam |

|                                 |           |            |
| Žulj 11’, 17’, 23’ Nakamura 59’ | Marcatori | 85’ Malone |

| Arbitro: | Weinberger |

|            |           |                      |
| Malone 75’ | Marcatori | 17’ Okafor 42’ Adamu |

| Arbitro: | Altmann |

|  |           |           |
|  | Marcatori | 82’ Ballo |

| Arbitro: | Harkam |

|            |           |                        |
| Baribo 87’ | Marcatori | 62’ Prica 70’ Sabitzer |

| Arbitro: | Gishamer |

|  |           |                            |
|  | Marcatori | 25’ Malone 31’, 44’ Baribo |

| Arbitro: | Schüttengruber |

|            |           |                          |
| Baribo 53’ | Marcatori | 24’ Greil 43’ Zimmermann |

| Arbitro: | Pfister |

|                           |           |                   |
| Prokop 16’ Providence 90’ | Marcatori | 33’ (rig.) Baribo |

| Arbitro: | Altmann |

|  |           |             |
|  | Marcatori | 64’ Hugonet |

| Ried im Innkreis 19 marzo 2023, ore 17:00 CEST 22ª giornata | Ried      | 0 – 0 referto | Wolfsberger | Josko Arena (4 100 spett.)\| Arbitro: \| Ciochirca \| |
| Arbitro:                                                    | Ciochirca |               |             |                                                       |

### Poule retrocessione

#### Girone di andata
| Arbitro: | Sadikovski |

|            |           |  |
| Malone 75’ | Marcatori |  |

| Arbitro: | Lechner |

|                                                    |           |  |
| Sabitzer 1’ Bacher 19’ Ertlthaler 23’ Behounek 90’ | Marcatori |  |

| Arbitro: | Ebner |

|               |           |                                     |
| Fridrikas 10’ | Marcatori | 48’ Baribo 72’ Piesinger 80’ Röcher |

| Arbitro: | Jäger |

|                       |           |                      |
| Malone 64’ Boakye 76’ | Marcatori | 6’ Sangare 53’ Tadić |

| Arbitro: | Weinberger |

|  |           |                            |
|  | Marcatori | 28’ Veratschnig 83’ Röcher |

#### Girone di ritorno
| Wolfsberg 5 maggio 2023, ore 19:30 CEST 28ª giornata | Wolfsberger | 0 – 0 referto | Altach | Lavanttal-Arena (2 388 spett.)\| Arbitro: \| Ebner \| |
| Arbitro:                                             | Ebner       |               |        |                                                       |

| Arbitro: | Ciochirca |

|                      |           |                          |
| Ballo 24’ Baribo 36’ | Marcatori | 17’ Fridrikas 30’ Motika |

| Arbitro: | Spurny |

|  |           |                       |
|  | Marcatori | 38’ Malone 53’ Boakye |

| Arbitro: | Harkam |

|                |           |  |
| Ballo 33’, 43’ | Marcatori |  |

| Arbitro: | Jäger |

|                 |           |                 |
| Lang 44’ (rig.) | Marcatori | 74’, 79’ Baribo |

### Spareggi Conference League
| Arbitro: | Jäger |

|                   |           |                            |
| Baribo 85’ (rig.) | Marcatori | 90’ Grujcic 105’ Fridrikas |

### ÖFB-Cup
| Arbitro: | Altmann |

|            |           |                                                         |
| Lürzer 33’ | Marcatori | 11’ Kerschbaumer 15’, 49’ (rig.) Baribo 66’ Veratschnig |

| Arbitro: | Grobelnik |

|           |           |                                                                     |
| Fuchs 85’ | Marcatori | 7’ (rig.) Baribo 12’ (rig.), 51’ Vizinger 77’ Ballo 86’ Veratschnig |

| Arbitro: | Weinberger |

|               |           |                                     |
| Ronivaldo 84’ | Marcatori | 34’ Schifferl 47’ Baribo 48’ Malone |

| Arbitro: | Ebner |

|            |           |                                |
| Baribo 64’ | Marcatori | 83’ Sollbauer 106’, 108’ Bajić |

### Conference League

#### Fase di qualificazione
| Klagenfurt am Wörthersee 3 agosto 2022, ore 19:30 CEST Terzo turno | Wolfsberger | 0 – 0 referto | Gżira Utd | Wörthersee Stadion (2 114 spett.)\| Arbitro: \| Schnyder \| |
| Arbitro:                                                           | Schnyder    |               |           |                                                             |

| Arbitro: | Walsh |

|  |           |                                                         |
|  | Marcatori | 12’ Baribo 33’ Baumgartner 59’ (rig.) Röcher 84’ Boakye |

| Arbitro: | Papapetrou |

|  |           |            |
|  | Marcatori | 22’ Baribo |

| Arbitro: | Harvey |

|  |           |                                               |
|  | Marcatori | 6’ Breivik 34’ Mannsverk 72’, 90’ Brynhildsen |

## Statistiche

### Statistiche di squadra
| Competizione               | Punti | In casa | In casa | In casa | In casa | In casa | In casa | In trasferta | In trasferta | In trasferta | In trasferta | In trasferta | In trasferta | Totale | Totale | Totale | Totale | Totale | Totale | DR |
| Competizione               | Punti | G       | V       | N       | P       | Gf      | Gs      | G            | V            | N            | P            | Gf           | Gs           | G      | V      | N      | P      | Gf     | Gs     | DR |
| -------------------------- | ----- | ------- | ------- | ------- | ------- | ------- | ------- | ------------ | ------------ | ------------ | ------------ | ------------ | ------------ | ------ | ------ | ------ | ------ | ------ | ------ | -- |
| Bundesliga                 | 21    | 11      | 1       | 1       | 9       | 15      | 25      | 11           | 5            | 2            | 4            | 20           | 16           | 22     | 6      | 3      | 13     | 35     | 41     | -6 |
| Poule retrocessione        | -     | 5       | 2       | 3       | 0       | 7       | 4       | 5            | 4            | 0            | 1            | 9            | 6            | 10     | 6      | 3      | 1      | 16     | 10     | +6 |
| Spareggi Conference League | -     | 1       | 0       | 0       | 1       | 1       | 2       | 0            | 0            | 0            | 0            | 0            | 0            | 1      | 0      | 0      | 1      | 1      | 2      | -1 |
| ÖFB-Cup                    | -     | 1       | 0       | 0       | 1       | 1       | 3       | 3            | 3            | 0            | 0            | 12           | 3            | 4      | 3      | 0      | 1      | 13     | 6      | +7 |
| Conference League          | -     | 2       | 0       | 1       | 1       | 0       | 4       | 2            | 2            | 0            | 0            | 5            | 0            | 4      | 2      | 1      | 1      | 5      | 4      | +1 |
| Totale                     | 21    | 20      | 3       | 5       | 12      | 24      | 38      | 21           | 14           | 2            | 5            | 46           | 25           | 41     | 17     | 7      | 17     | 70     | 63     | +7 |

### Andamento in campionato
| Giornata  | 1 | 2 | 3  | 4  | 5  | 6 | 7  | 8 | 9 | 10 | 11 | 12 | 13 | 14 | 15 | 16 | 17 | 18 | 19 | 20 | 21 | 22 |
| --------- | - | - | -- | -- | -- | - | -- | - | - | -- | -- | -- | -- | -- | -- | -- | -- | -- | -- | -- | -- | -- |
| Luogo     | C | T | C  | T  | C  | T | C  | T | C | T  | C  | T  | C  | T  | C  | T  | C  | T  | C  | T  | C  | T  |
| Risultato | N | N | P  | P  | P  | V | P  | V | V | V  | P  | P  | P  | P  | P  | V  | P  | V  | P  | P  | P  | N  |
| Posizione | 6 | 9 | 10 | 11 | 12 | 9 | 10 | 7 | 7 | 5  | 7  | 7  | 8  | 8  | 10 | 9  | 9  | 9  | 9  | 9  | 9  | 9  |

Legenda:

Luogo: C = Casa; T = Trasferta. Risultato: V = Vittoria; N = Pareggio; P = Sconfitta.

### Statistiche dei giocatori
| Giocatore       | ÖFB-Cup  | ÖFB-Cup | ÖFB-Cup     | ÖFB-Cup    | Bundesliga | Bundesliga | Bundesliga  | Bundesliga | Europa Conference League Qual. | Europa Conference League Qual. | Europa Conference League Qual. | Europa Conference League Qual. | Totale   | Totale | Totale      | Totale     |
| Giocatore       | Presenze | Reti    | Ammonizioni | Espulsioni | Presenze   | Reti       | Ammonizioni | Espulsioni | Presenze                       | Reti                           | Ammonizioni                    | Espulsioni                     | Presenze | Reti   | Ammonizioni | Espulsioni |
| --------------- | -------- | ------- | ----------- | ---------- | ---------- | ---------- | ----------- | ---------- | ------------------------------ | ------------------------------ | ------------------------------ | ------------------------------ | -------- | ------ | ----------- | ---------- |
| M. Anzolin      | 3        | 0       | 1           | 0          | 18         | 0          | 2           | 0          | 1                              | 0                              | 0                              | 0                              | 22       | 0      | 3           | 0          |
| T. Ballo        | 4        | 1       | 1           | 0          | 19         | 3          | 1           | 0          | 3                              | 0                              | 0                              | 0                              | 26       | 4      | 2           | 0          |
| T. Baribo       | 4        | 5       | 1           | 0          | 22         | 12         | 1           | 0          | 4                              | 2                              | 0                              | 0                              | 30       | 19     | 2           | 0          |
| D. Baumgartner  | 3        | 0       | 0           | 0          | 12         | 0          | 1           | 0          | 3                              | 1                              | 2                              | 0                              | 18       | 1      | 3           | 0          |
| A. Boakye       | 3        | 0       | 0           | 0          | 6          | 1          | 0           | 0          | 3                              | 1                              | 0                              | 0                              | 12       | 2      | 0           | 0          |
| H. Bonmann      | 0        | 0       | 0           | 0          | 21         | 0          | 1           | 0          | 4                              | 0                              | 0                              | 0                              | 25       | 0      | 1           | 0          |
| K. Bukusu       | 0        | 0       | 0           | 0          | 5          | 0          | 1           | 0          | 0                              | 0                              | 0                              | 0                              | 5        | 0      | 1           | 0          |
| D. Gugganig     | 1        | 0       | 0           | 0          | 6          | 0          | 1           | 0          | 0                              | 0                              | 0                              | 0                              | 7        | 0      | 1           | 0          |
| L. Gütlbauer    | 4        | 0       | 0           | 0          | 0          | 0          | 0           | 0          | 0                              | 0                              | 0                              | 0                              | 4        | 0      | 0           | 0          |
| F. Hajdini      | 1        | 0       | 0           | 0          | 0          | 0          | 0           | 0          | 0                              | 0                              | 0                              | 0                              | 1        | 0      | 0           | 0          |
| A. Jasic        | 3        | 0       | 1           | 0          | 17         | 2          | 2           | 0          | 4                              | 0                              | 1                              | 0                              | 24       | 2      | 4           | 0          |
| K. Kerschbaumer | 2        | 1       | 0           | 0          | 20         | 2          | 2           | 0          | 4                              | 0                              | 0                              | 0                              | 26       | 3      | 2           | 0          |
| M. Leitgeb      | 2        | 0       | 0           | 0          | 16         | 1          | 2           | 0          | 4                              | 0                              | 0                              | 0                              | 22       | 1      | 2           | 0          |
| L. Lochoshvili  | 1        | 0       | 0           | 0          | 2          | 0          | 0           | 0          | 1                              | 0                              | 0                              | 0                              | 4        | 0      | 0           | 0          |
| M. Malone       | 2        | 1       | 1           | 0          | 16         | 5          | 2           | 0          | 0                              | 0                              | 0                              | 0                              | 18       | 6      | 3           | 0          |
| E. Müller       | 0        | 0       | 0           | 0          | 0          | 0          | 0           | 0          | 0                              | 0                              | 0                              | 0                              | 0        | 0      | 0           | 0          |
| P. Müller       | 1        | 0       | 0           | 0          | 0          | 0          | 0           | 0          | 0                              | 0                              | 0                              | 0                              | 1        | 0      | 0           | 0          |
| M. Novak        | 4        | 0       | 0           | 0          | 16         | 1          | 2           | 0          | 3                              | 0                              | 0                              | 0                              | 23       | 1      | 2           | 0          |
| T. Oermann      | 1        | 0       | 0           | 0          | 6          | 0          | 0           | 0          | 0                              | 0                              | 0                              | 0                              | 7        | 0      | 0           | 0          |
| E. Omić         | 3        | 0       | 1           | 0          | 16         | 0          | 2           | 0          | 2                              | 0                              | 0                              | 0                              | 21       | 0      | 3           | 0          |
| S. Piesinger    | 3        | 0       | 0           | 0          | 17         | 0          | 2           | 1          | 4                              | 0                              | 1                              | 0                              | 24       | 0      | 3           | 1          |
| T. Röcher       | 3        | 0       | 0           | 0          | 18         | 4          | 2           | 0          | 4                              | 1                              | 1                              | 0                              | 25       | 5      | 3           | 0          |
| J. Scherzer     | 0        | 0       | 0           | 0          | 5          | 0          | 1           | 0          | 1                              | 0                              | 0                              | 0                              | 6        | 0      | 1           | 0          |
| R. Schifferl    | 2        | 1       | 0           | 0          | 18         | 1          | 2           | 0          | 3                              | 0                              | 1                              | 0                              | 23       | 2      | 3           | 0          |
| D. Skubl        | 0        | 0       | 0           | 0          | 1          | 0          | 0           | 0          | 0                              | 0                              | 0                              | 0                              | 1        | 0      | 0           | 0          |
| M. Taferner     | 4        | 0       | 1           | 0          | 18         | 0          | 2           | 0          | 4                              | 0                              | 0                              | 0                              | 26       | 0      | 3           | 0          |
| F. Tauchhammer  | 0        | 0       | 0           | 0          | 0          | 0          | 0           | 0          | 0                              | 0                              | 0                              | 0                              | 0        | 0      | 0           | 0          |
| N. Veratschnig  | 4        | 2       | 1           | 0          | 19         | 0          | 3           | 0          | 3                              | 0                              | 0                              | 0                              | 26       | 2      | 4           | 0          |
| N. Vergos       | 2        | 0       | 0           | 0          | 11         | 1          | 1           | 0          | 3                              | 0                              | 1                              | 0                              | 16       | 1      | 2           | 0          |
| D. Vizinger     | 1        | 2       | 0           | 0          | 5          | 1          | 0           | 0          | 3                              | 0                              | 1                              | 0                              | 9        | 3      | 1           | 0          |